# تييري روزير
تييري روزير (بالفرنسية: Thierry Rozier)‏ هو فارس ‏ فرنسي، ولد في 31 يوليو 1964.